# John Quilliam
John Quilliam (Marown sur l'île de Man, 29 septembre 1771-Kirk Michael, 10 octobre 1829) était premier-Lieutenant sur le HMS Victory lors de la bataille de Trafalgar (21 octobre 1805).

## Biographie
John Quilliam naît dans une famille de paysans sur l'île de Man le 29 septembre 1771.
Il apparaît dans les registres lors de la bataille de Camperdown en 1797, où il est fait lieutenant par l'amiral Adam Duncan. À la bataille de Copenhague, en 1801, sa galanterie et son flegme sous le feu, malgré la mort de tous les officiers séniors de son bâtiment, lui valent d'être fait premier-lieutenant sur le HMS Victory par Horatio Nelson. Il s'inspirera de Duncan et de Nelson tout au long de sa carrière.

### Trafalgar
Durant la bataille opposant la flotte britannique aux flottes alliées espagnole et française, Nelson est tué. Alors que le feu ennemi parvient à briser la barre du HMS Victory, Quilliam descend sous le pont et parvient, grâce à un système mécanique, à éloigner le bâtiment. Cet acte de bravoure lui vaudra d'être nommé capitaine après la bataille.

### L'après-Trafalgar
Après Trafalgar, Quilliam retourne sur l'île de Man et, en 1807, il est élu à la House of Keys de Castletown en tant que MHK. En 1808, il devient capitaine du HMS Spencer, puis, en 1812 du HMS Crescent et sert comme officier jusqu'à la défaite de Napoléon en 1815. Il repart alors sur l'île de Man et réside à la Maison Blanche de Kirk Michael et est réélu à la House of Keys en 1817. On lit sur l'épitaphe de son tombeau que Quilliam était « un homme honnête » et « le défenseur sans compromis des droits et des privilèges de ses compatriotes [mannois] et le soutien zélé et capable de toute mesure qui tendrait à promouvoir le bien-être et les meilleurs intérêts de son pays. »
Il meurt en 1829, à l'âge de 59 ans, et est enterré au cimetière d'Arbory, où l'on peut toujours voir son tombeau, érigé par son épouse, Margaret C. Quilliam. 180 ans après sa mort, John Quilliam reste un personnage très connu des Mannois. En 2002, le ministre principal de l'île de Man, Richard Corkill, voyait en lui « le plus grand Mannois de tous les temps. »

## Statue de Quilliam à Château-Rushen
À l'occasion du bicentenaire de la bataille de Trafalgar, le 21 octobre 2005, une statue de John Quilliam a été inaugurée par le lieutenant-gouverneur de l'île de Man, Paul Kenneth Haddacks. L'œuvre se trouve dans le Speaker's Garden de Château-Rushen, à Castletown. Elle a été sculptée par l'artiste mannois Bryan Kneale et a été financée par plusieurs organismes de l'île, comme le Conseil des ministres et le gouvernement de l'île de Man. Cette statue a remporté le prix Marsh 2007 d'une sculpture publique. L'assesseur de ce prix, Elizabeth Norman, voit dans la statue de Quilliam une « œuvre commémorative contemporaine exécutée avec plein de vigueur [...]. Le capitaine est représenté comme une personnalité [...] pleine de vie dans le geste et la posture et dont l'uniforme est méticuleusement détaillé. »
La statue rend également hommage aux 70 autres Mannois qui ont participé à la bataille de Trafalgar.

## Descendance
Certains affirment que William Abdullah Quilliam (1856-1932), fondateur de la première mosquée en Angleterre descendait du capitaine Quilliam. Or, John Quilliam est mort sans descendance ; il n'avait qu'une nièce.

## Galerie

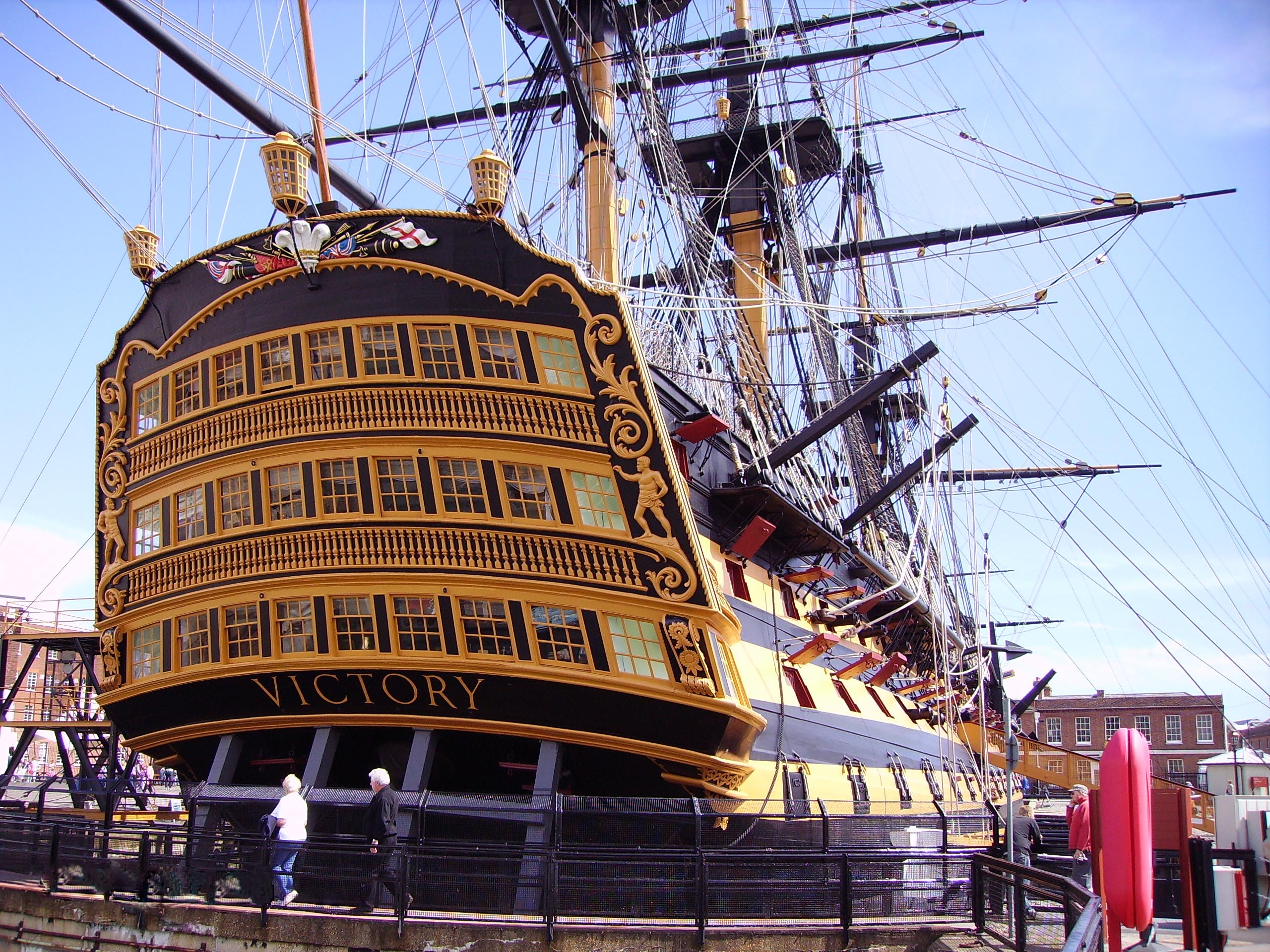
La poupe du HMS Victory, bâtiment sur lequel Quilliam a combattu lors de la bataille de Trafalgar.
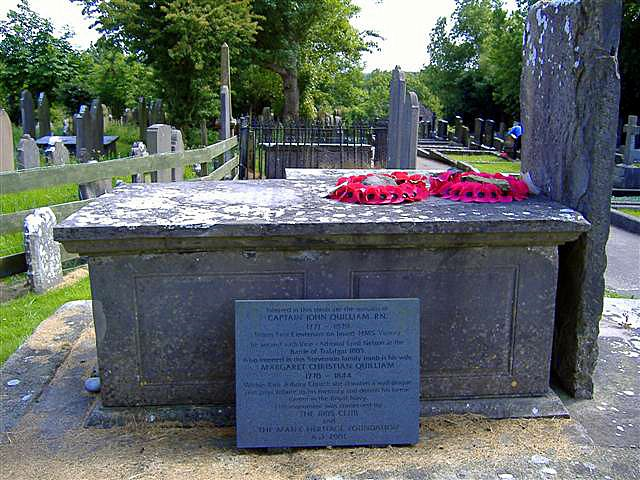
Tombe de John Quilliam à Arbory.